# Beutelwolf
Der Beutelwolf (Thylacinus cynocephalus), auch Tasmanischer Wolf, Beuteltiger, Tasmanischer Tiger oder in der Sprache der Aborigines Kaparunina genannt, war das größte räuberisch lebende Beuteltier, das nach der Quartären Aussterbewelle auf dem australischen Kontinent lebte. Das letzte bekannte Exemplar („Endling“) starb 1936 im Zoo von Hobart auf Tasmanien.

## Beschreibung

### Allgemeines
Beutelwölfe erreichten eine Kopfrumpflänge von 85 bis 130 Zentimetern, eine Schwanzlänge von 38 bis 65 Zentimetern und eine Schulterhöhe von rund 60 Zentimetern. Das Gewicht variierte von 15 bis 30 Kilogramm, wobei weibliche Tiere mit durchschnittlich 13,7 Kilogramm deutlich leichter waren als männliche mit im Mittel 19,7 Kilogramm. Ihr Fell war kurz und rau, grau oder gelbgrau gefärbt. Auffällig waren die 13 bis 19 schwarzbraunen Querstreifen am hinteren Teil des Körpers und an der Schwanzwurzel, denen er auch seinen Namen „Beuteltiger“ verdankt und die der Tarnung dienten. Im Gesicht hatte er weiße Zeichnungen um die Augen und Ohren. Der Beutelwolf wies im Körperbau verblüffende Ähnlichkeiten mit einigen Raubtieren aus der Familie der Hunde (Canidae) auf und stellt so ein Paradebeispiel für konvergente Evolution dar. Bemerkenswert ist, dass die Tiere ihren Unterkiefer sehr weit aufklappen konnten, nach manchen Angaben bis zu 90 Grad. Die Gliedmaßen waren eher kurz, die Beine endeten jeweils in fünf Zehen. Die Tiere waren Zehengänger und erreichten wohl eine Geschwindigkeit von bis zu 40 km/h.

### Konvergenzen

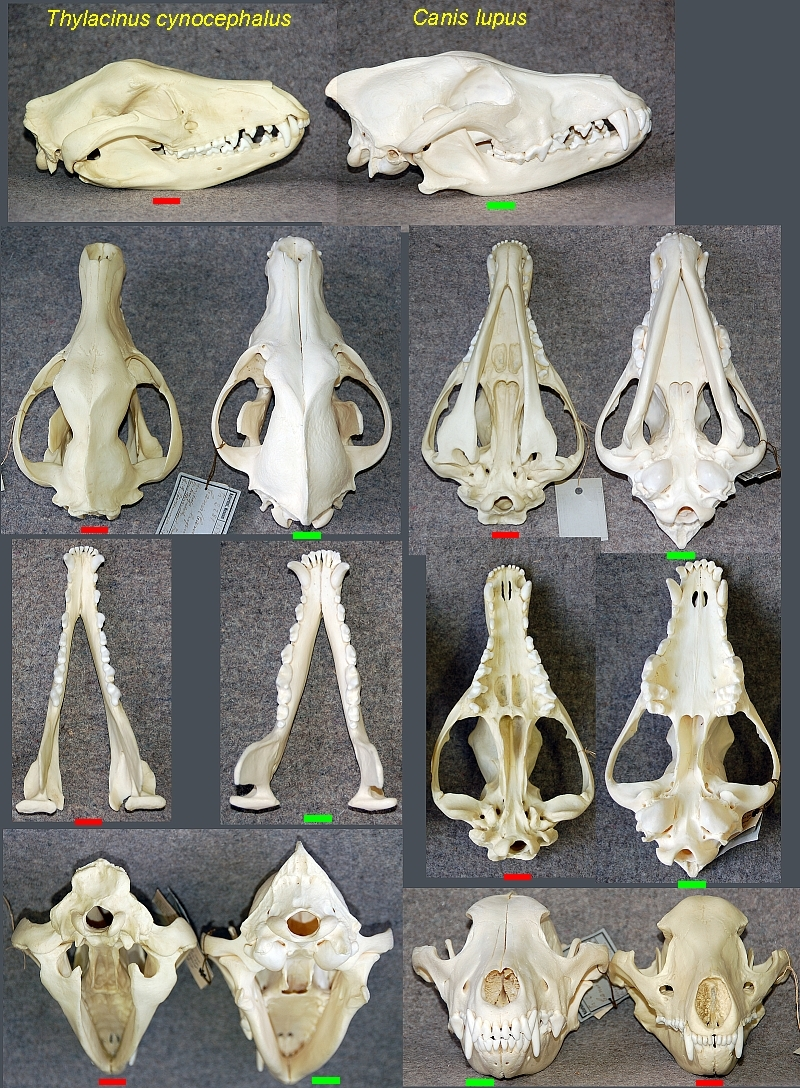
Vergleich der Schädel von Beutelwolf und Wolf aus dem Museum Wiesbaden

Nicht nur dem Namen nach gibt es Ähnlichkeiten zwischen Wolf und Beutelwolf. Obwohl sich die Vorfahren beider Tiere stammesgeschichtlich sehr früh in der Kreidezeit trennten, entwickelte sich in der Gruppe der Beuteltiere und der Höheren Säugetiere jeweils ein Raubtier mit verblüffenden Übereinstimmungen. Generell überwiegen beim Vergleich deutlich die Ähnlichkeiten in Ausbildung und Proportionen, so dass man in diesem Fall von einem Paradebeispiel für Konvergenz sprechen kann. Beide besitzen ein Raubtiergebiss mit sehr kleinen Schneidezähnen und großen, gebogenen Eckzähnen. Die Vorbackenzähne sind einhöckrig und die Backenzähne besitzen mehrere Höcker. Die Zahnformeln lauten:
- für den Beutelwolf: 4.1.3.43.1.3.4 × 2 = 46
- für den Wolf: 3.1.4.23.1.4.3 × 2 = 42.

Vergleicht man die Schädel dieser Tiere, fällt nicht nur Ungeübten die Unterscheidung sehr schwer. Nebenstehende Abbildung zeigt den Schädel von Beutelwolf (rote Markierung) und Wolf (grüne Markierung) in verschiedenen Ansichten. Die deutlichsten Unterschiede im Vergleich zum Wolf sind:
- in der Seitenansicht: die Schädelbasisfläche knickt im Profil stärker zum Nasenrücken hin ab; der Stirnbereich ist voluminöser; der Jochbogen reicht weiter nach hinten und erweitert sich dort; der Unterkiefer ist etwas schmaler.
- in der Aufsicht: Insbesondere der Vorderschädel ist schmaler geformt; deutlicher ist der aufgewölbte Stirnbereich erkennbar; das Hinterhaupt wirkt im Vergleich abgestutzt. Der Hirnschädel des Wolfs ist proportional wesentlich größer als der des Beutelwolfs.
- bei der Betrachtung der Schädelunterseite: im Bereich des Hinterrandes des Gaumens finden sich zwei Öffnungen, die sog. Gaumenfenster (Merkmal ursprünglicher Säugetiere); am Hinterrand der Jochbogen fallen die sehr kleinen Gehörblasen auf.
- bei der Betrachtung von schräg hinten auf das Hinterhaupt: die Winkelfortsätze am Unterkiefer sind wie bei fast allen Beuteltieren nach innen gebogen.

## Verbreitung und Lebensraum
Zur Zeit der Ankunft der Europäer in Australien lebte der Beutelwolf vermutlich nur noch in Tasmanien. Auf dem australischen Festland und auf Neuguinea verschwand er bereits vorher. Sein ursprünglicher Lebensraum waren offene Waldgebiete und Grasländer, in den letzten Jahrzehnten seiner Existenz wurde er aber durch den Menschen in dichte Wälder abgedrängt.

## Lebensweise

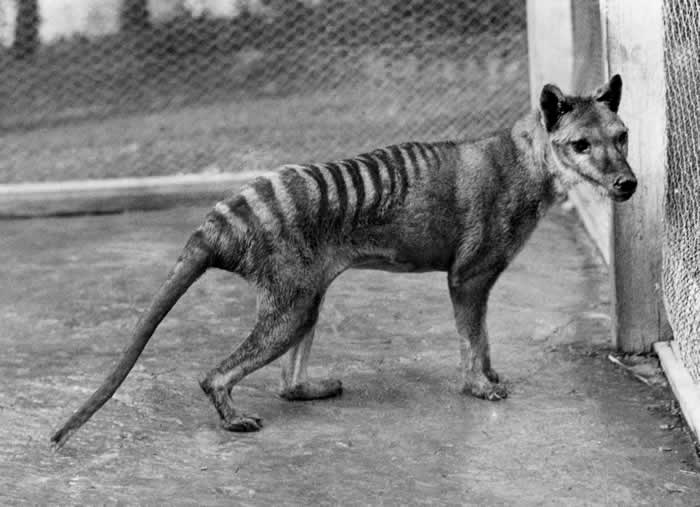
Jungtier im Zoo von Hobart, 1928

Beutelwölfe waren in der Regel nachtaktiv, konnten aber beim Sonnenbaden beobachtet werden. Über die Jagdtechnik gibt es unterschiedliche Berichte. Nach manchen Berichten verfolgte er seine Beute, bis sie ermüdet war und er sie überwältigen konnte. Nach anderen Berichten schlich er sich an seine Opfer an und überrumpelte sie. Dabei half ihm sein kräftiger Kiefer – einem Bericht zufolge zermalmte er den Schädel eines Hundes mit einem einzigen Biss. Forschungen zur Biomechanik des Schädels anhand von Computermodellen sowie Gebiss- und Schädelvergleiche mit anderen Raubtieren legen jedoch den Schluss nahe, dass Beutelwölfe im Verhältnis zu ihrer Größe wahrscheinlich eher kleinere Beutetiere überwältigen konnten.
Den Analysen zufolge scheint der Beutelwolf vor allem kleinere Tiere, wie etwa Wallabys und Beuteldachse, erlegt zu haben. Selbst Schafe seien demzufolge als Beute zu groß gewesen, der Vernichtungsfeldzug gegen den Beutelwolf als angeblichen Schafkiller war nach heutigen Fakten ungerechtfertigt. Auf alle Fälle war er kein allzu schneller, sondern ein ausdauernder Läufer. Manchmal richtete er sich auch känguruartig auf seine Hinterbeine auf, wobei der Schwanz als Stütze diente. Er lebte vorwiegend allein, manchmal jagte er aber auch in Paaren oder kleinen Gruppen. Zu den bekannten Lauten zählten ein dumpfes Bellen während der Jagd, ein Knurren, wenn er verärgert war, und ein Jaulen, das vermutlich der Kommunikation mit Artgenossen diente.
Generell wurden Beutelwölfe als eher scheue und im Vergleich zum Beutelteufel als eher wenig aggressive Tiere beschrieben. Es existieren sehr wenige Berichte über Angriffe auf Menschen, auch Tiere in Gefangenschaft sollen sich sehr zahm benommen haben.

### Nahrung

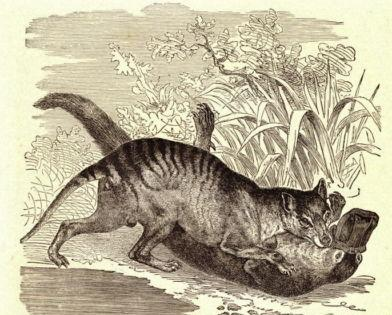
Illustration aus Cassell’s Natural History (1854) – Beutelwolf attackiert Schnabeltier

Man vermutet, dass Beutelwölfe vorwiegend von Säugetieren wie Australischen Nasenbeutlern, Possums, Wallabys und anderen kleinen Kängurus lebten, daneben nahmen sie auch andere Säugetiere (darunter Wildkaninchen und eventuell auch Ameisenigel) und Vögel zu sich. In welchem Ausmaß er nach Ankunft der Europäer Schafe und andere Weidetiere jagte, ist umstritten, da viele dem Beutelwolf zugeschriebene Risse von Schafen tatsächlich auf verwilderte Hunde zurückgingen. Zudem nehmen Forscher der Universität von New South Wales, die eine Simulation mit einem 3D-Modell vom Kiefer des Beutelwolfs durchführten, an, dass er zu schwach war, um Schafe zu reißen.

### Fortpflanzung
Weibliche Beutelwölfe hatten einen nach hinten geöffneten Beutel, der vier Zitzen enthielt. Die meisten Jungtiere kamen während des Sommers der Südhalbkugel (Dezember bis März) zur Welt, die Wurfgröße betrug zwei bis vier Junge. Nach drei Monaten verließen die Jungtiere den Beutel, blieben aber bei der Mutter, bis sie knapp ein Jahr alt waren. Die Lebenserwartung wird auf maximal zwölf bis vierzehn Jahre geschätzt.

## Beutelwolf und Mensch

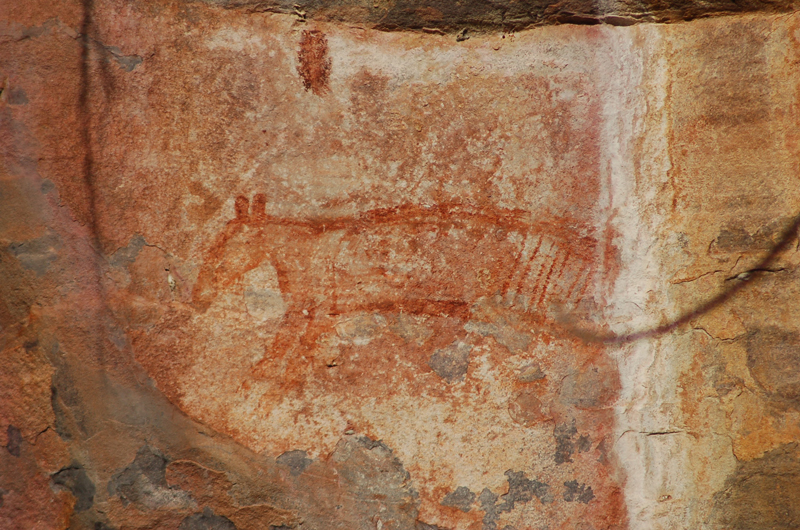
Zeichnung eines Beutelwolfes an der Ubirr-Felsformation.

### Zeit vor den Europäern
Als die ersten Menschen den australischen Kontinent besiedelten, waren Beutelwölfe in weiten Teilen Australiens und Neuguineas verbreitet, wovon auch Felszeichnungen der Aborigines Zeugnis ablegen. Aus unbekannten Gründen starben Beutelwölfe jedoch auf Neuguinea und dem australischen Festland aus, die jüngsten Fossilfunde vom Festland (aus dem Northern Territory) datieren auf 3000 v. Chr. Oft wird vermutet, dass der Dingo, der vor 5.000 Jahren von Austronesiern in Australien eingeführt wurde, den Beutelwolf durch Erhöhung des Konkurrenzdrucks verdrängt habe. Gestützt wird diese These durch die Tatsache, dass der Beutelwolf auf Tasmanien, wo Dingos nie auftauchten, bis ins 20. Jahrhundert überlebte.
Eine weitere Theorie zieht in Betracht, dass das Aussterben durch eine Zunahme der menschlichen Bevölkerung verursacht wurde. Es gibt Hinweise auf dramatische Veränderungen der menschlichen Population in vielen Gebieten Australiens, welche aber nie Tasmanien erreichten. Diese Veränderungen beinhalteten eine Vielfalt an Neuerungen von Jagdwerkzeugen, Populationsanstieg und Sesshaftwerdung in mehreren Gebieten, eine Intensivierung der Nutzung von Ressourcen und eine Besiedlung neuer Gebiete bis in die Wüsten hinein. So zeigen Funde, dass vor ca. 3000 Jahren praktisch alle Hauptgebiete des australischen Kontinents von Menschen genutzt wurden. Einerseits könnte das Aussterben durch direkten Jagddruck bewirkt worden sein (Felszeichnungen aus Nordaustralien zeigen, wie Beutelwölfe als Beute weggetragen wurden). Dieser Ansatz wird durch Grabfunde mit Schmuck aus Beutelwolfzähnen sowie die Tatsache unterstützt, dass Ureinwohner Tasmaniens Beutelwölfe gejagt und gegessen haben. Andererseits könnte es zur Verringerung vieler Beutearten und somit zur Verdrängung des Beutelwolfs gekommen sein. Ein Beispiel sei mit dem Pfuhlhuhn genannt: Da das Verbreitungsgebiet des Pfuhlhuhns womöglich schon vor der Ankunft der Dingos auf dem australischen Kontinent stark geschrumpft war, könnte die Intensivierung der Jagd zusätzlich zum Aussterben des Beutelwolfs geführt haben. Folglich könnte damit erklärt werden, weshalb der Tasmanische Teufel auf dem Festland soviel länger als der Beutelwolf überleben konnte, da der Tasmanische Teufel aufgrund seiner geringeren Größe weniger große Beute gebraucht hätte und daher wesentlich weniger anfällig auf den erhöhten Konkurrenzdruck gewesen wäre.
Die Intensivierung, die Ankunft des Dingos und das Aussterben des Beutelwolfs fallen ebenso mit einer Klimaveränderung hin zu kurzzeitig trockenerem Klima zusammen. Eine Klimaveränderung wird aber nicht als Hauptgrund für das Aussterben angesehen, da die Trockenheit verhältnismäßig mild war und Tasmanien ebenso beeinflusste. Es ist aber auch möglich, dass diese Veränderung die Auswirkungen der Intensivierung und des Dingos noch beschleunigte. Wahrscheinlich ist auch, dass die Auswirkungen der Intensivierung und des Dingos miteinander verbunden waren und der Dingo einer der Gründe für die Intensivierung war (neue Jagdwerkzeuge tauchten bereits vorher auf). Inwieweit das aber zusammenhängt, ist nicht klar, da man nicht weiß, wie schnell die Dingos wilde Populationen gebildet hatten bzw. wie stark sie an die Ureinwohner gebunden waren.
Wann dieses Aussterben letztlich wirklich stattfand, ist umstritten; es gibt Behauptungen, wonach eine kleine Population im nördlichen Australien bis nach der Ankunft der Europäer überlebt haben könnte. Gelegentlich gibt es Behauptungen über Sichtungen auf dem Festland, dafür gibt es jedoch keine Belege.

### Ausrottung

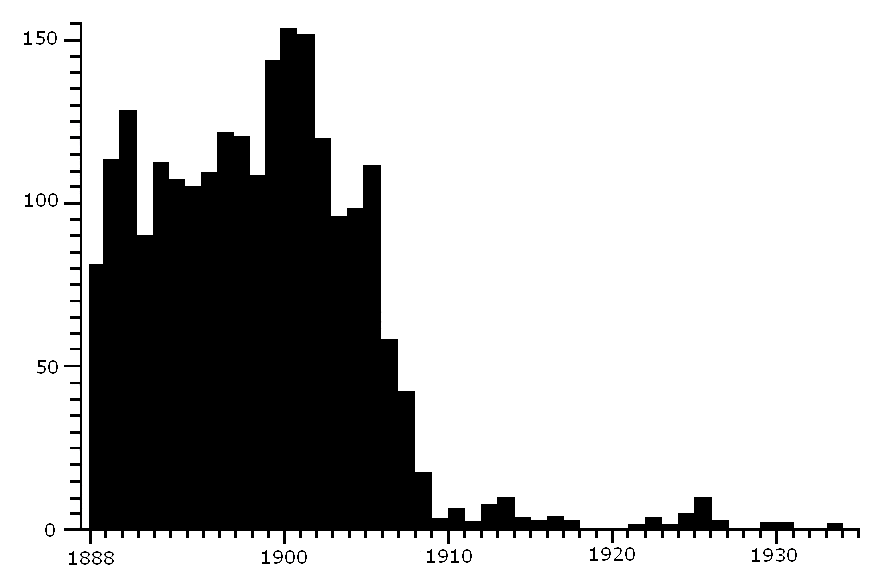
Bestandsrückgang des Beutelwolfs, dokumentiert anhand der getöteten und gefangenen Tiere.

In Tasmanien, wo es nie Dingos gab, war die Art jedoch noch zu Beginn des 19. Jahrhunderts weit verbreitet und häufig. Nach Einführung von Schafen auf der Insel bekam der Beutelwolf den Ruf eines blutrünstigen Jägers, obwohl in Wirklichkeit die meisten Schafe von verwilderten Haushunden getötet wurden. 1830 setzte die Regierung ein Kopfgeld von einem Pfund auf jeden erlegten Beutelwolf aus. In den 1860er Jahren war die Art auf die unzugänglicheren Bergregionen im Südwesten der Insel beschränkt; die Jagd mit Fallen und Hunden ging jedoch unvermindert weiter. Um das Jahr 1910 galt die Art als selten. Zoos auf der ganzen Welt machten sich auf die Suche nach diesen Tieren.
Obwohl die Art in verschiedenen Tiergärten gehalten wurde, kam es in ihrer Haltungsgeschichte nur zu einem einzigen Wurf in Gefangenschaft; der fiel 1899 im Zoo von Melbourne. Die letzte bekannte Tötung eines Tieres in der Natur war im Jahr 1930; das bis heute letzte bekannte Exemplar – ein Tier namens Benjamin, das bis 2022 nach unterschiedlichen Beurteilungen für ein Männchen oder ein Weibchen gehalten wurde – starb in der Nacht vom 6. auf den 7. September 1936 im inzwischen geschlossenen Beaumaris Zoo von Hobart in Tasmanien. Es war am 19. Februar 1924 mit einem weiteren Beutelwolf, der bereits am 14. April 1930 starb, in den Zoo gekommen. Benjamin, der mit 12 Jahren und 4 Monaten am längsten in menschlicher Obhut lebende Beutelwolf, wurde nach seinem Tod präpariert und man nahm bis vor kurzem an, dass dieses Präparat in die Art Gallery des Museums in Hobart gebracht worden, aber mittlerweile verloren gegangen sei. 2022 stellte sich diese Auffassung aber als Irrtum heraus. Nachdem ein Fell und ein Skelett, die in einem Schrank des Museums aufbewahrt wurden, dem letzten bekannten Beutelwolf zugeordnet werden konnten, stellte man fest, dass das Tier weiblich war. Damit war die „Benjamin“-Theorie widerlegt.
Es gibt auch Vermutungen, dass das Aussterben des Beutelwolfs durch eine Krankheit gefördert wurde. Hinweise darauf sind ein plötzlicher Rückgang der geschossenen Tiere um 1906, ein zeitgleiches Aussterben über Tasmanien verteilt und Augenzeugen, die von einer der Hundestaupe ähnlichen Erkrankung sprachen. Wie bei den anderen Vermutungen bleibt der Beweis für eine Epizootie als Ursache des Aussterbens auch hier aus; neuere Modelluntersuchungen kommen zum Schluss, dass ein derartiges Ereignis für sich alleine wohl nicht für das Aussterben verantwortlich gewesen sein kann. DNA-Untersuchungen an Museumspräparaten lieferten Hinweise darauf, dass die auf Tasmanien lebende Population stark von Inzucht betroffen war, so dass auch der Mangel an genetischer Diversität mit zum Aussterben beigetragen haben könnte.

### Beutelwölfe in Zoos
Beutelwölfe besaßen keinen hohen Schauwert beim Publikum, lediglich während der Fütterung, Paarung, Aufzucht von Jungtieren oder bei seltsamem Verhalten wie dem Wutgähnen, das meist nicht als Drohgebärde verstanden wurde, erhielten sie Aufmerksamkeit. Zwischen 1850 und 1936 lebten nachweislich 68 Beutelwölfe in Zoos, 18 von ihnen wurden während dieser Zeit in andere Zoos exportiert.
| Ort              | Zeitraum  | Exemplare |
| ---------------- | --------- | --------- |
| London           | 1850–1931 | 20        |
| Hobart/Beaumaris | 1910–1936 | ca. 16    |
| Melbourne        | 1864–1931 | ca. 15    |
| Adelaide         | 1886–1903 | ca. 8     |
| Washington       | 1902–1909 | 5         |

| Ort       | Zeitraum  | Exemplare |
| --------- | --------- | --------- |
| Berlin    | 1864–1908 | 4         |
| Sydney    | 1885–1924 | 2         |
| Köln      | 1903–1910 | 2         |
| Paris     | 1886–1891 | 2         |
| Antwerpen | 1912–1914 | 1         |

| Ort           | Zeitraum  | Exemplare |
| ------------- | --------- | --------- |
| Hobart/Wilmot | 1843–1846 | 3         |
| Launceston    | 1879–1900 | 3         |

### Schutzmaßnahmen
Die Schutzmaßnahmen, die zum Erhalt der Art ergriffen wurden, kamen zu spät. 1936 wurden Beutelwölfe gesetzlich geschützt, kurz bevor der letzte bekannte Beutelwolf in Gefangenschaft starb. Mehrere Expeditionen in den nachfolgenden Jahrzehnten fanden keine Anhaltspunkte mehr, die auf ein Überleben der Art hindeuten könnten. 1966 errichtete die tasmanische Regierung ein 647.000 Hektar großes Schutzgebiet im Südwesten der Insel für den Fall, dass sich manche Tiere noch in Rückzugsgebieten halten konnten.

### Gegenwärtiger Stand

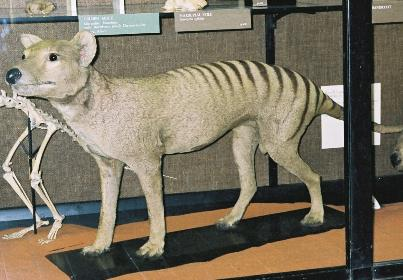
Präparierter Beutelwolf im Natural History Museum at Tring (England)

Mit an Sicherheit grenzender Wahrscheinlichkeit ist der Beutelwolf ausgestorben. Dennoch wird immer wieder von Sichtungen lebender Tiere aus Tasmanien berichtet, eindeutige Fotografien oder Videoaufzeichnungen davon existieren jedoch nicht. Im März 2017 sorgten zwei voneinander unabhängige angebliche Sichtungen auf der Kap-York-Halbinsel im Norden Queenslands für Aufsehen. Am 22. März 2005 setzte die australische Zeitschrift The Bulletin eine Belohnung von umgerechnet 750.000 Euro für den Beweis eines lebenden und unverletzten Tieres aus.
Ein internationales Forscherteam wertete 2022 mehr als 1200 Berichte von Sichtungen des Beutelwolfs nach ihrer Plausibilität aus und kam zu dem Ergebnis, dass Beutelwölfe vielleicht bis in die 1960er und mit geringerer Wahrscheinlichkeit bis in die späten 1980er Jahre überlebt hatten, eventuell sogar bis in die frühen 2000er Jahre, die Chance für ein Überleben bis in die Gegenwart hält es aber für fast aussichtslos.

## Genom
Im Jahr 2000 begannen Wissenschaftler mit der Erforschung der DNA des Tieres, auch um die ausgestorbene Art vielleicht erneut züchten zu können. Fünf Jahre später gaben sie den Versuch auf: Das vorliegende Genmaterial sei zu sehr zerstört, um es zu rekonstruieren. Die Forscher hatten unter anderem mit der DNA eines Fötus experimentiert, der 1886 in Alkohol eingelegt worden war. Bereits drei Monate später teilte Mike Archer von der University of New South Wales allerdings mit, dass das Projekt von einer anderen Gruppe weitergeführt wird.
Im Jahr 2007 wollten australische Zoologen vom Australian Centre for Ancient DNA der University of Adelaide mit der DNA-Analyse von Kotproben beginnen, die während der 1950er und 1960er Jahre gesammelt wurden und vom Beutelwolf stammen könnten. Das könnte helfen, die Frage zu klären, ob der Beutelwolf in freier Wildbahn möglicherweise erheblich länger überlebt hat als bisher angenommen.
2008 gelang es Forschern der University of Melbourne und der University of Texas, das aus in Ethanol konserviertem Gewebe isolierte Gen Col2A1 enhancer des Beutelwolfs in eine transgene Maus einzuschleusen, wo es in den Knorpelzellen der Maus die Funktion des orthologen Mausgens erfüllen konnte. 2009 sequenzierte eine andere Gruppe aus Proben von zwei Museumsexponaten das mitochondriale Genom des Beutelwolfs.
2017 gelang einer Gruppe australischer Wissenschaftler unter Leitung von Andrew J. Pask von der Universität Melbourne die vermutlich vollständige Entschlüsselung des Genoms des Beutelwolfes. Zu diesem Zweck extrahierten sie die DNA eines zum Zeitpunkt seines Todes noch im Beutel befindlichen Jungtiers, das 1909 im Museum Victoria in Australien in Alkohol eingelegt worden war. Dabei erhielten sie DNA-Fragmente von 300 bis 600 Basenpaaren, die isoliert und sequenziert wurden. Durch Vergleich der überlappenden Sequenzen erhielten sie eine Gesamtsequenz von 188 Giga-Basenpaaren. Diese wurde mit den Datenbanken für mikrobielle und fungale DNA-Sequenzen verglichen. Nach Abzug dieser Verunreinigungen blieb eine Gesamtsequenz von 155 Giga-Basenpaaren übrig, die vermutlich dem einigermaßen vollständigen Genom des Beutelwolfs entspricht. Unterstützt wird diese Annahme durch den Vergleich des Sequenzumfangs des Genoms noch lebender Beuteltierarten, wie dem Beutelteufel (Sarcophilus harrisii), mit dem der Beutelwolf (Thylacinus cynocephalus) rund 89,3 % des Genoms gemein hat.
Die Genomanalyse beantwortet auch die phylogenetische Stellung des Beutelwolfs, der, wie der Numbat, zu den basalen Dasyuromorphia gehört. Mit dem Beutelteufel, der zu den Dasyuridae gehört, ist der Beutelwolf nur entfernt verwandt.
2022 begann unter Leitung von George M. Church ein neuer Versuch, den Beutelwolf mit Hilfe der Gentechnik rückzuzüchten.
Im Mai 2025 verkündete Colossal Biosciences, dass es ihnen in Zusammenarbeit mit der Universität Melbourne gelang, das gesamte Genom des Tasmanischen Tigers zu sequenzieren.

## Systematik

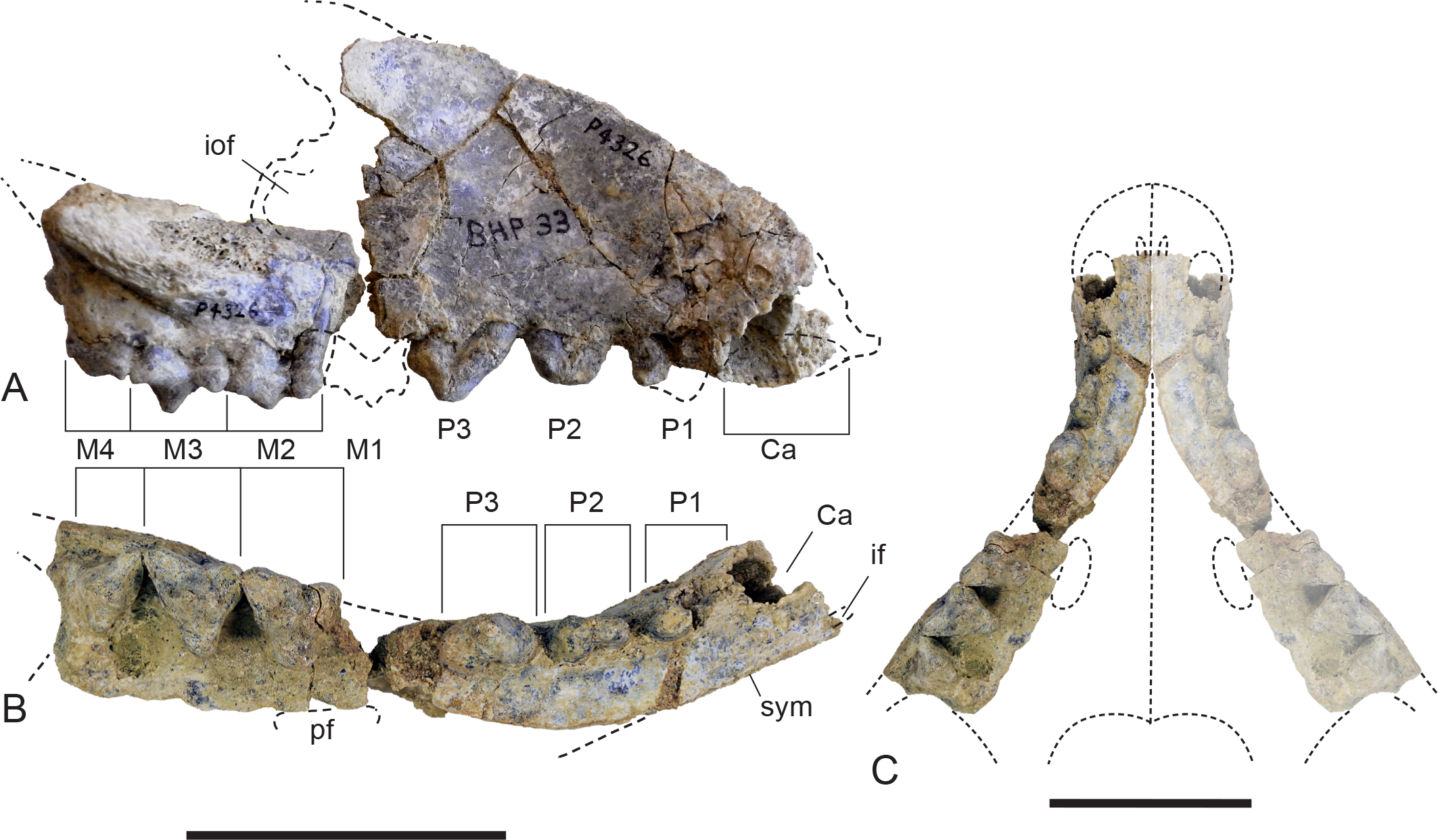
Rechter Oberkiefer von Thylacinus potens

Der Beutelwolf war der einzige überlebende Vertreter der Familie der Beutelwölfe (Thylacinidae), die zur Ordnung der Raubbeutlerartigen (Dasyuromorphia) gerechnet wird. Die Familie selbst ist seit dem Oligozän belegt und mit zahlreichen ausgestorbenen Gattungen bekannt. Es folgt eine kurze Auswahl von Arten:
- Badjcinus turnbulli aus dem unteren Oligozän dürfte in Gestalt und Lebensweise den heutigen Beutelmardern entsprochen haben. Er war rund 25 Zentimeter lang.
- Nimbacinus dicksoni lebte im unteren Oligozän und dem Miozän und erreichte eine Kopfrumpflänge von rund 50 Zentimetern. Fossile Überreste wurden in Riversleigh (Queensland) und im Nordterritorium gefunden.
- Thylacinus potens lebte vor rund acht Millionen Jahren im späten Miozän. Mit 150 Zentimetern Länge und 40 Kilogramm Gewicht war die Art etwas größer als der spätere Beutelwolf und unterschied sich auch durch den kürzeren, breiteren Kopf.

## Beutelwolf-Präparate in Museen

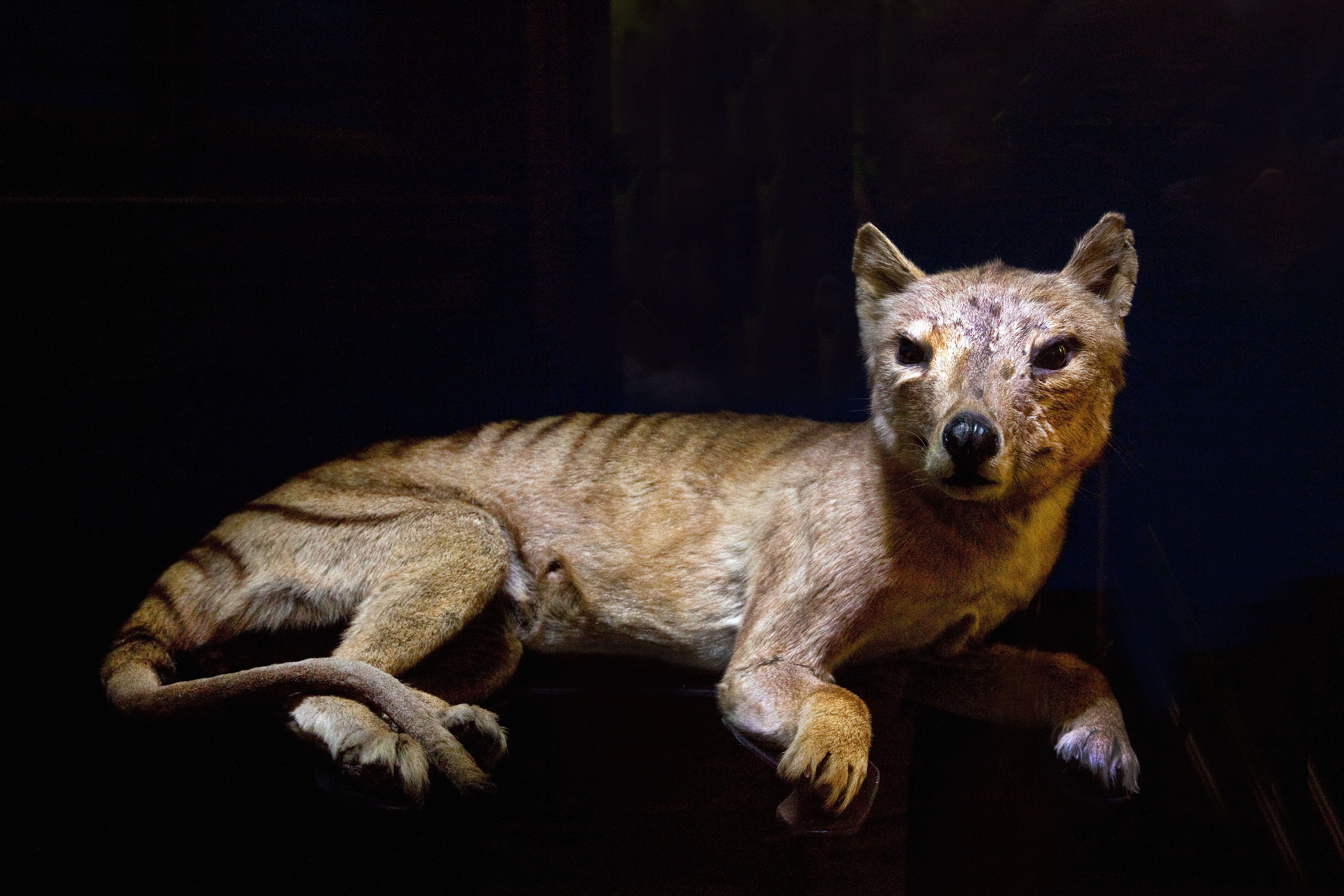
Präparat im Naturhistorischen Museum in Wien

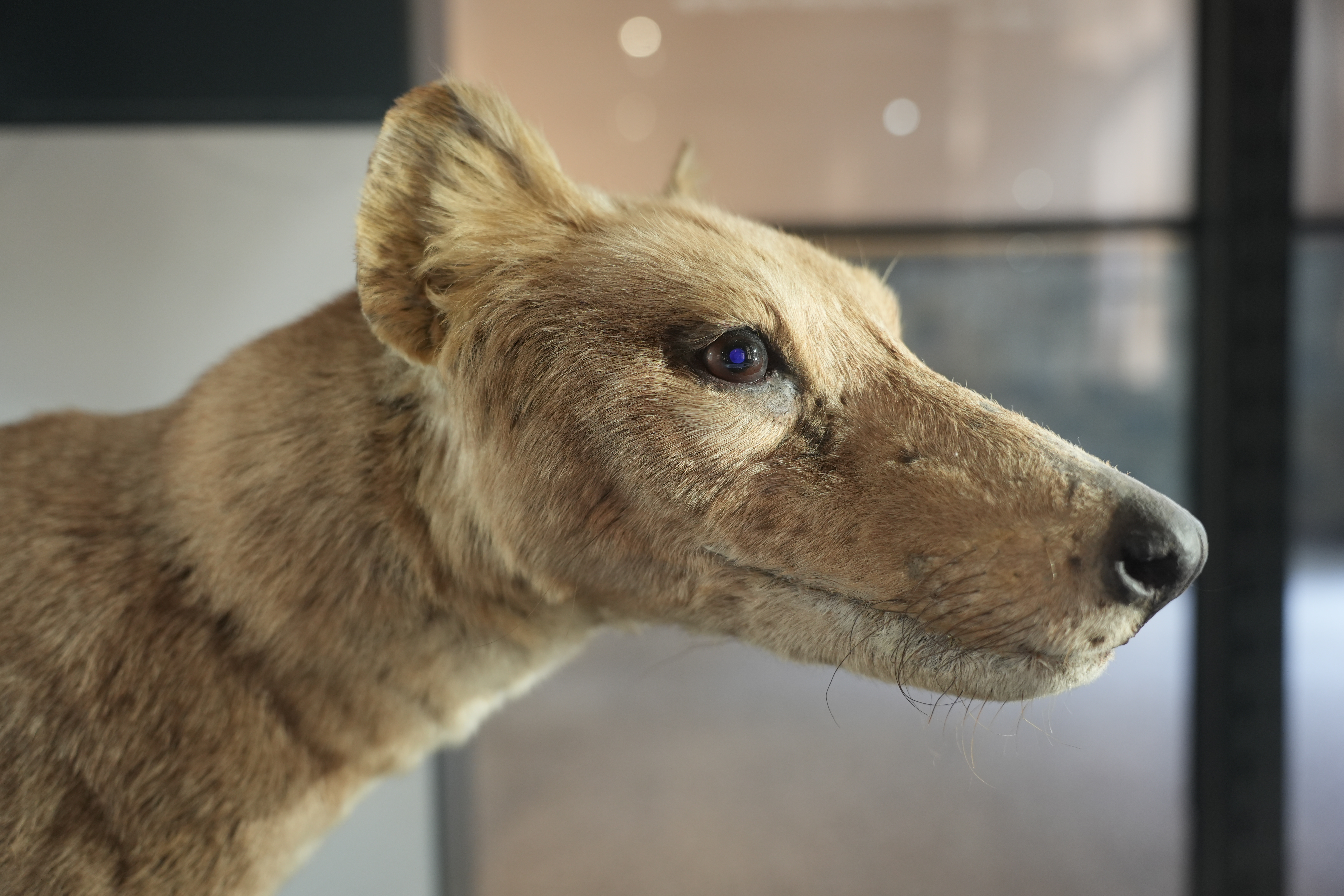
Porträt des Berliner Beutelwolfs

Die International Thylacine Specimen Database führt Buch über alle weltweit erhaltenen Präparate von Thylacinus cynocephalus. Die meisten Präparate befinden sich wegen ihres schlechten Erhaltungszustands oder der wenig lebensnahen Ausführung lediglich in Magazinen. Exemplare, die gut erhalten sind, haben heute einen hohen Schauwert bei den Besuchern.
Zu besichtigen gibt es Beutelwolfpräparate in:
| Land        | Ort                | Institution                                                                           |
| ----------- | ------------------ | ------------------------------------------------------------------------------------- |
| Deutschland | Alfeld (Leine)     | Tiermuseum in Alfeld (Leine)                                                          |
| Deutschland | Berlin             | Museum für Naturkunde (Berlin)                                                        |
| Deutschland | Bremen             | Übersee-Museum, Bremen                                                                |
| Belgien     | Brüssel            | Institut Royal des Sciences Naturelles                                                |
| Deutschland | Darmstadt          | Hessisches Landesmuseum Darmstadt                                                     |
| Deutschland | Frankfurt am Main  | Naturmuseum und Forschungsinstitut Senckenberg                                        |
| Schweiz     | Genf               | Muséum d’histoire naturelle de la Ville de Genève                                     |
| Deutschland | Halle an der Saale | Zoologisches Museum der Martin-Luther-Universität Halle-Wittenberg                    |
| Deutschland | Heidelberg         | Zoologisches Museum der Ruprecht-Karls-Universität Heidelberg                         |
| Niederlande | Leiden             | Naturalis                                                                             |
| Deutschland | Mainz              | Naturhistorisches Museum Mainz                                                        |
| Deutschland | München            | Zoologische Staatssammlung                                                            |
| Deutschland | Münster            | Landesmuseum für Naturkunde und Zoologisches Museum der Universität Münster/Westfalen |
| Schweiz     | Neuenburg          | Muséum d’Histoire Naturelle Neuchâtel                                                 |
| Deutschland | Stuttgart          | Staatliches Museum für Naturkunde Stuttgart                                           |
| Deutschland | Tübingen           | Zoologisches Institut der Eberhard Karls Universität Tübingen                         |
| Österreich  | Wien               | Naturhistorisches Museum Wien                                                         |
| Schweiz     | Zürich             | Naturhistorisches Museum der Universität Zürich                                       |

Weitere Präparate werden in Frankreich, Italien, England, Russland, Australien und den USA ausgestellt.

## Sonstiges
Der 2008 veröffentlichte australische Horrorthriller Dying Breed greift den Mythos des ausgestorben geglaubten Beutelwolfs auf.
Im australischen Filmdrama The Hunter von 2011, das auf dem gleichnamigen Roman von Julia Leigh (Sleeping Beauty) basiert, soll ein Jäger ein angeblich gesichtetes letztes Exemplar des Tasmanischen Tigers ausfindig machen, damit es geklont werden kann.